# (665) Sabine
(665) Sabine – planetoida z pasa głównego asteroid okrążająca Słońce w ciągu 5 lat i 215 dni w średniej odległości 3,15 j.a. Została odkryta 22 lipca 1908 roku w Landessternwarte Heidelberg-Königstuhl w Heidelbergu przez Karla Wilhelma Lorenza. Nazwa planetoidy pochodzi od francuskiego imienia Sabine. Przed jej nadaniem planetoida nosiła oznaczenie tymczasowe (665) 1908 DK.